# Cherry County
Cherry County är ett administrativt område i delstaten Nebraska, USA, med 5 713 invånare. Den administrativa huvudorten (county seat) är Valentine.

## Geografi
Enligt United States Census Bureau har countyt en total area på 15 565 km². 15 439 km² av den arean är land och 127 km² är vatten.

### Angränsande countyn
- Bennett County, South Dakota - nord
- Todd County, South Dakota - nord
- Tripp County, South Dakota - nordost
- Brown County, Nebraska - öst
- Keya Paha County, Nebraska - öst
- Blaine County, Nebraska - sydost
- Grant County, Nebraska - syd
- Thomas County, Nebraska - syd
- Hooker County, Nebraska - syd
- Sheridan County, Nebraska - väst
- Shannon County, South Dakota - nordväst

### Orter
- Cody
- Crookston
- Valentine (huvudort)